# فان فريمان وايت
فـان فريمان وايت (بالإنجليزية: Van Freeman White)‏ هو سياسي أمريكي، ولد في 2 أغسطس 1924 في منيابولس في الولايات المتحدة، وتوفي بنفس المكان في 14 يوليو 1993.